# Subterrannia (álbum)
Subterrannia es el primer disco de Satélite Kingston grabado durante el año 2000 con un total de 7 canciones hechas por los distintos miembros de la banda

## Lista de canciones
1- Locura de Octubre
2- Lamento del Río
3- Mensajes
4- Dulcinea
5- Dick Tracy
6- Ella Se Fue
7- Adiós Buster (Kingston Manners)

## Versiones (3)
| Título (Formato)             | Sello             | Cat. nº          | País      | Año  |
| ---------------------------- | ----------------- | ---------------- | --------- | ---- |
| Subterrannia (CD, Album)     | Opción Sónica     | -                | Argentina | 2000 |
| Subterrannia (CD, RE)        | Sabor Discos      | Sabor Discos 002 | Francia   | 2002 |
| Subterrannia (CD, Album, RE) | Pepe Lobo Rekords | PPLB-0051        | Argentina | 2011 |